# Li Shuwen

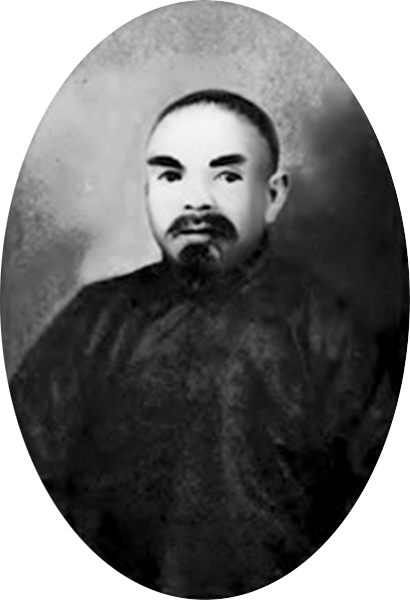
Li Shuwen

Li Shuwen (en chino: 李书文) (1864-1934) fue un artista marcial de gran relevancia dentro de las artes marciales internas debido a que era el heredero universal del estilo Bajiquan (Pachichuan). El estilo Bajiquan, también denominado el estilo de los Emperadores, era utilizado únicamente para entrenar la guardia Real del Emperador, y al Emperador mismo. No era permitido ser enseñado en el entrenamiento de personas fuera de la guardia real.
Este artista marcial tuvo bajo su tutoría y entrenamiento el estilo que influyó en la guerra de China y que sirvió a ambos bandos antes, durante y después de la separacíón de China continental y Taiwán.

## Importancia en las artes marciales
Li Shuwen tuvo tres importantes discípulos (entre otros) que fueron los siguientes: Li Chenwu (guardaespaldas de Mao Tze Dong presidente de China), Huo Diang Ge (霍殿阁)(1886-1942)(Guardaespaldas del Último Emperador PuYi) y Liu Yun Qiao 刘云樵 (1909-1992) Agente secreto e Instructor de guardaespaldas del Kuomintang (Fuerzas de Taiwán separadas de China).

## Personalidad
Li Shu Wen poseía un temperamento violento. Su energía era muy elevada, hasta el punto de que luego de lavar piedras en el río las masticaba hasta hacerlas pedazos y las escupía para sorpresa de muchos. Al comer carne, masticaba los huesos y los engullía. Practicaba golpeando árboles, porque nadie era capaz de practicar con él debido a su violento estilo y su mal genio.
Tenía muchos enemigos, y a los que no mataba los hería severamente. Podía pelear mientras sostenía la lanza con la mano izquierda. Se dice que, a modo de entrenamiento, colocaba miel en una hoja de papel para atraer las moscas y al quedar ellas pegadas al papel él las atravesaba una por una con su lanza sin dañar el papel. 
En una oportunidad el General  Li Jinglin 李景林 (1884-1931) (referencia obligada en el arte de la espada wudan) alumno del endiosado Monje Wudan  (enlace roto disponible en Internet Archive; véase el historial, la primera versión y la última). Song Weiyi 宋唯一(1855-1926), invitó a Li Shu Wen a enseñar en TianJin y a otros dos maestros a los cuales Li Shu Wen consideraba inexpertos retándolos siempre. En un banquete el General Li después de comer aprovechó para medir las fuerzas de los tres maestros. Li Shu Wen prometió utilizar solo la técnica PaiZhang de BaJiQuan para golpear. Al primero de ellos con un golpe le partió el cuello y sacó el ojo de su cuenca y al segundo que movía su cabeza le sacó el brazo de su zócalo. El General Li se enojó mucho con Li Shu Wen por haber matado a dos maestros invitados por él. Fue este General  Li Jinglin 李景林, quien bautizó a Li Shu Wen como "El Dios de la Lanza" o "Lanza mágica".

## Muerte de Li Shuwen
Unos años después Li Shu Wen regresa a su población decepcionado. Cuando  Liu Yun Qiao 刘云樵, siguió a GongBaoTian 宮寶田 a Yian Tai para aprender Packua (Bagua). El Maestro Li Shu Wen regresó a su población Cang y en el camino en un mesón de Tang Fan fue envenenado por sus enemigos, se dice que fueron familiares de sus víctimas que lo andaban buscando. Demás está decir que el Maestro Liu Yun Qiao 刘云樵 al enterarse de la muerte de Li, busco infructuosamente por varios años a los asesinos sin encontrarlos. Li Shu Wen, era nervioso y sufría de manía persecutoria, hasta el punto de que todos lo consideraban loco. A veces cambiaba de rumbo sin explicación alguna y sorprendía a todos los alumnos que con él andaban. A veces al llegar a su casa entraba por las ventanas en señal de precaución, aunque esto no le sirvió para evitar su muerte.

## En la cultura popular
En el videojuego Fate/extra para PSP, Li Shuwen es invocado como un servant de clase Assassin por Julius Harway. 
Li Shuwen vuelve a aparecer en el juego de móviles Fate/Grand Order, esta vez como servant de la clase Lancer.